# Howards' Way
Howards' Way is een Engelse dramaserie die op de Engelse tv werd uitgezonden van 1985 tot 1990. De serie ging over het beroeps- en persoonlijke leven van de bevolking van de fictieve stad Tarrant aan de zuidkust van Engeland, terwijl de serie werd opgenomen bij de rivieren de Hamble en de Solent. In het televisieseizoen 1986-1987 heeft de VARA enkele afleveringen op de Nederlandse televisie vertoond.
Het verhaal gaat over de familie Howard - Tom (Maurice Colbourne), vrouw Jan (Jan Harvey) en volwassen kinderen Leo (Edward Highmore) en Lynne (Tracey Childs). Tom besluit na een loopbaan van 20 jaar in de luchtvaartindustrie zich nu te gaan bezighouden met het bouwen van zeilboten. Hij gaat samenwerken met Jack Rolfe (Glyn Owen) en zijn dochter Avril (Susan Gilmore). Tom krijgt al spoedig conflicten met Jack, maar vindt een bondgenoot in Avril die de touwtjes in handen neemt op de werf. Toms vrouw Jan die 20 jaar lang huisvrouw en moeder is geweest, is dat leven zat en besluit ook haar eigen weg te gaan. Zij gaat werken in een nieuwe boetiek gerund door Ken Masters (Stephen Yardley).
Na 61 keer de rol van Tom Howard te hebben gespeeld, kreeg acteur Maurice Colbourne tijdens een verblijf in Bretagne in 1989 op 49-jarige leeftijd een hartaanval en kwam daaraan te overlijden. Daarna werden zonder hem nog 17 afleveringen van de serie opgenomen.

## Rolbezetting
| Acteur            | Personage        |
| ----------------- | ---------------- |
| Jan Harvey        | Jan Howard       |
| Glyn Owen         | Jack Rolfe       |
| Susan Gilmore     | Avril Rolfe      |
| Stephen Yardley   | Ken Masters      |
| Edward Highmore   | Leo Howard       |
| Robert Vahey      | Bill Sayers      |
| Ivor Danvers      | Gerald Urquhart  |
| Tony Anholt       | Charles Frere    |
| Dulcie Gray       | Kate Harvey      |
| Cindy Shelley     | Abby Hudson      |
| Maurice Colbourne | Tom Howard       |
| Patricia Shakesby | Polly Urquhart   |
| Willoughby Gray   | Sir John Stevens |
| Tracey Childs     | Lynne Howard     |